# Zamek Golesz
Zamek Golesz – średniowieczny zamek znajdujący się w Krajowicach, w województwie podkarpackim, obecnie w postaci ruiny.
Historia Golesza sięga XIII w. i XIV w. Na początku miał formę grodu, zamek w tym miejscu wzniesiono prawdopodobnie po 1420 r. Budowla na przestrzeni wieków pełniła głównie funkcję siedziby starosty, który w imieniu opactwa benedyktynów w Tyńcu zarządzał ich dobrami w dorzeczu Wisłoki i Białej. Mieściła także sąd leński. Została zniszczona prawdopodobnie podczas najazdu wojsk siedmiogrodzkich księcia Jerzego II Rakoczego w 1657 r.

## Lokalizacja
Ruiny zamku znajdują się w miejscowości Krajowice (tuż przy granicy miasta Jasła), w lesie, na wzgórzu przy drodze krajowej nr 73, na wschód od Wisłoki. Wzgórze to należy do pasma Garbu Warzyckiego, najbardziej na południe wysuniętej części Pogórza Strzyżowskiego, jest wyodrębnione, o kopulastym kształcie. Jego walory obronne zwiększa to, że odchodzi od głównej części pasma w kierunku doliny rzecznej. Wysokość względem doliny wynosi ponad 100 m; zamek znajduje się na wysokości bezwzględnej ok. 325 m n.p.m., a fosa, prawdopodobnie wykopana sztucznie, od północy oddzielająca budowlę od dalszej części masywu – na poziomie 313–315 m n.p.m. Partia szczytowa wzgórza – miejsce zajęte przez zamek, ma kształt szpiczastego owalu o przybliżonych wymiarach 47 × 30 m.
Przed bramą wjazdową znajduje się ostaniec. Na jego płaski szczyt z wydrążonym zagłębieniem prowadzą wykute schody.
Relikty zamku znajdują się w granicach rezerwatu przyrody „Golesz” i obszaru Natura 2000 Golesz. Powstały one w celu ochrony wychodni skał piaskowca ciężkowickiego wraz z otaczającym go grądem subkontynentalnym oraz rzadkich roślin, m.in. buławnika mieczolistnego i obrazków alpejskich. W przypadku obszaru Natura 2000, chronione są także skupiska buczyny kwaśnej i buczyny żyznej.
W pobliżu znajdują się mogiły kurhanowe z okresu kultury ceramiki sznurkowej. Niedaleko znajduje się także cmentarz wojenny z I wojny światowej.

## Nazwa
Słowo „golesz” pierwotnie oznaczało „gołe” – prawdopodobnie dawniej wzgórze, na którym znajdował się zamek, nie było porośnięte lasem, co zwiększało walory obronne miejsca. W dawnych źródłach nazwa była zapisywana jako Golos lub Golesch.

## Historia

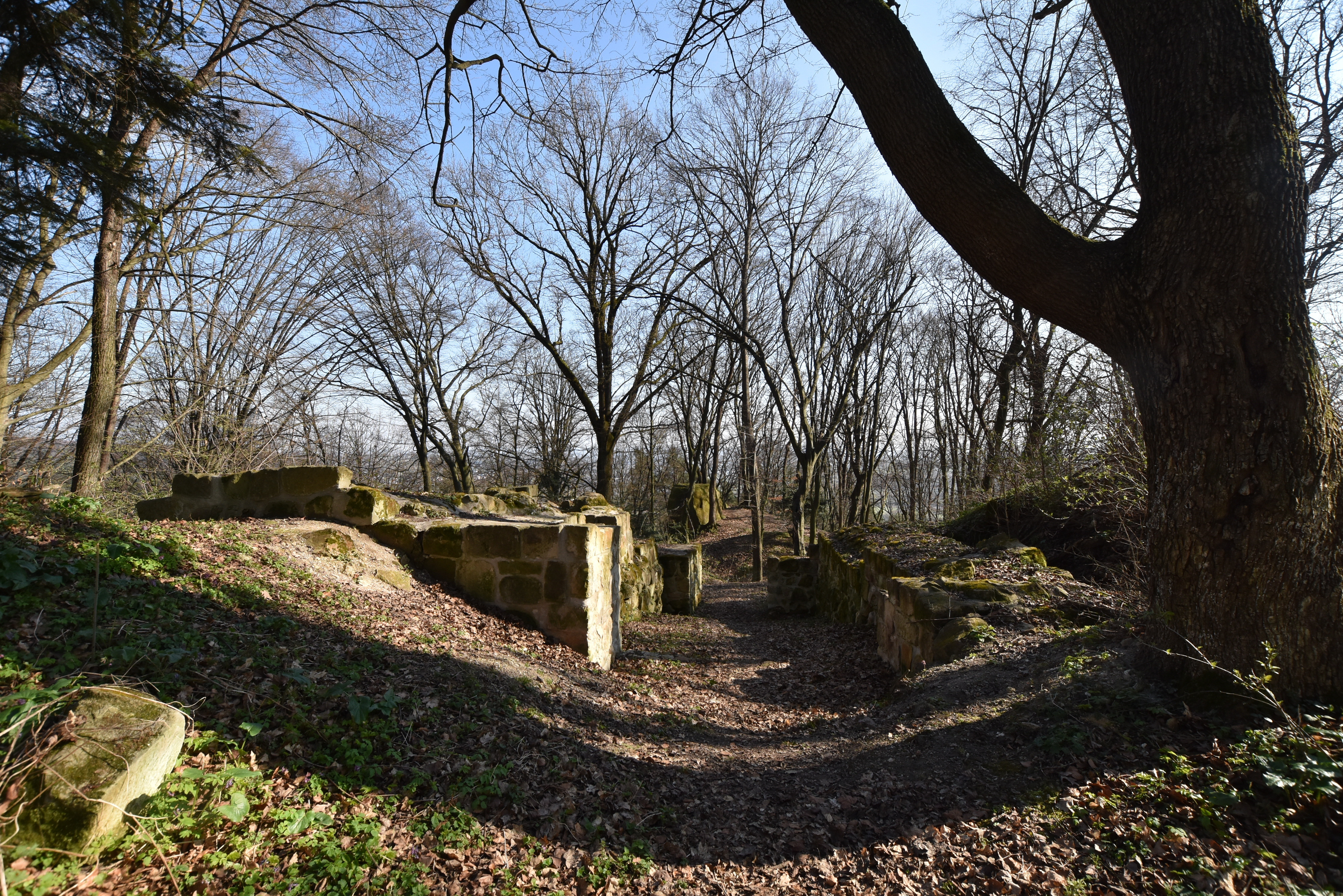
Pozostałości murów

Nie wiadomo, kiedy dokładnie powstał gród Golesz, własność benedyktynów z Tyńca. Nie pojawia się on w rejestrze posiadłości opactwa z 1288 r., jednak nie świadczy to o jego nieistnieniu – przywilej wydany przez Leszka Czarnego stanowi nadanie prawa niemieckiego własnościom klasztoru, co nie mogło dotyczyć grodu. Po raz pierwszy Golesz pojawia się w źródłach na początku XIV w. Miał wówczas miejsce spór, który toczył się pomiędzy Jakubem Bogorią, podkomorzym sandomierskim, a opatem tynieckim. Jakub zajął gródek Golesz wraz z posiadłościami, do których prawa rościło sobie opactwo. Wyrok wydał 9 lutego 1319 r. w Trzebini król Władysław I Łokietek, przysądzając Golesz i wsie: Krajowice, Warzyce, Łęgorz, Cieklin, Stróże, Siepietnica, Zagórzany i Ujazd, opatowi tynieckiemu Michałowi. Mimo to, Jakub, zgodnie z dokumentem z 1320 r., ponownie zajął dobra klasztorne, wobec czego władca wydał kolejny wyrok na korzyść opata. Ugoda nastąpiła za pośrednictwem wojewody sandomierskiego Tomisława i chorążego krakowskiego Piotra. Jakub miał natychmiast zwrócić klasztorowi posiadłości, z wyjątkiem Golesza, Krajowic i Warzyc, które miał użytkować jeszcze przez trzy kolejne lata, pod wadium 100 grzywien. Bogoria zobowiązany był zmeliorować Krajowice i Warzyce oraz „wybudować” (construere) gród Golesz – prof. Jerzy Wyrozumski twierdził, że musi chodzić tu o odbudowę, gdyż castrum Golesz jest wymieniany w źródłach rok wcześniej, a prof. Władysław Węgrzyński przypuszczał, że to wówczas w miejsce drewnianego grodu postawiono murowany zamek. Według Gawędy fakt, iż król nie przysądził całego majątku opactwu jako bezprawnie zagrabionego sugeruje, że roszczenia podkomorzego musiały być uzasadnione.
Nie jest do końca znana pierwotna rola Golesza. Był on prawdopodobnie siedzibą zarządcy opola, które obejmowało najbliższe dobra Bogoriów, w tym Ujazd, Krajowice, Warzyce, Łęgosz czy Jasło. Rozwój grodu był prawdopodobnie początkowo ściśle związany z rozwojem pobliskiego Jasła, które przeszło jednak później na własność cystersów koprzywnickich. Konflikt Bogoriów z benedyktynami tynieckimi sprawił zapewne, że Golesz podupadł, natomiast wiadomo, że w 1320 r., kiedy gród odzyskało opactwo, miał on już duże znaczenie – stał się dla opactwa tynieckiego centrum administracyjnym dla dóbr w dorzeczu Wisłoki i w dolinie Białej, a do tego bronił traktu handlowego prowadzącego doliną Wisłoki na Węgry. Był także miejscem zbierania się ludności na pospolite ruszenie. Nad funkcją grodu Golesza spekulował prof. Władysław Węgrzyński w swojej (wydanej w 1904 r.) pracy Golesz, czyli Podzamcze i Jasło. Szkic monograficzny. Według niego głównym celem budowy grodu, która mogła mieć miejsce jeszcze w czasach Bolesława Chrobrego, była obrona doliny rzecznej Wisłoki. Potwierdza to stara, średniowieczna nazwa Krajowic: Krajowski bród – sugeruje to istnienie w tym miejscu brodu, czyli miejsca, w którym bezpiecznie można się przeprawić przez rzekę. Zamek Golesz miał więc bronić tego miejsca przed atakiem nieprzyjaciela.
Kolejny spór o zamek miał miejsce za czasów opata Jakóba (1335-1338). Iwan z Klecia, brat Dymitra z Goraja, już wcześniej skonfliktowany z opactwem, zajął Golesz i przyłączył go do swojego majątku. Benedyktyni domagali się zwrotu zamku, co udało się dopiero dzięki wstawiennictwie krewnych Iwana, Czuryłłów.

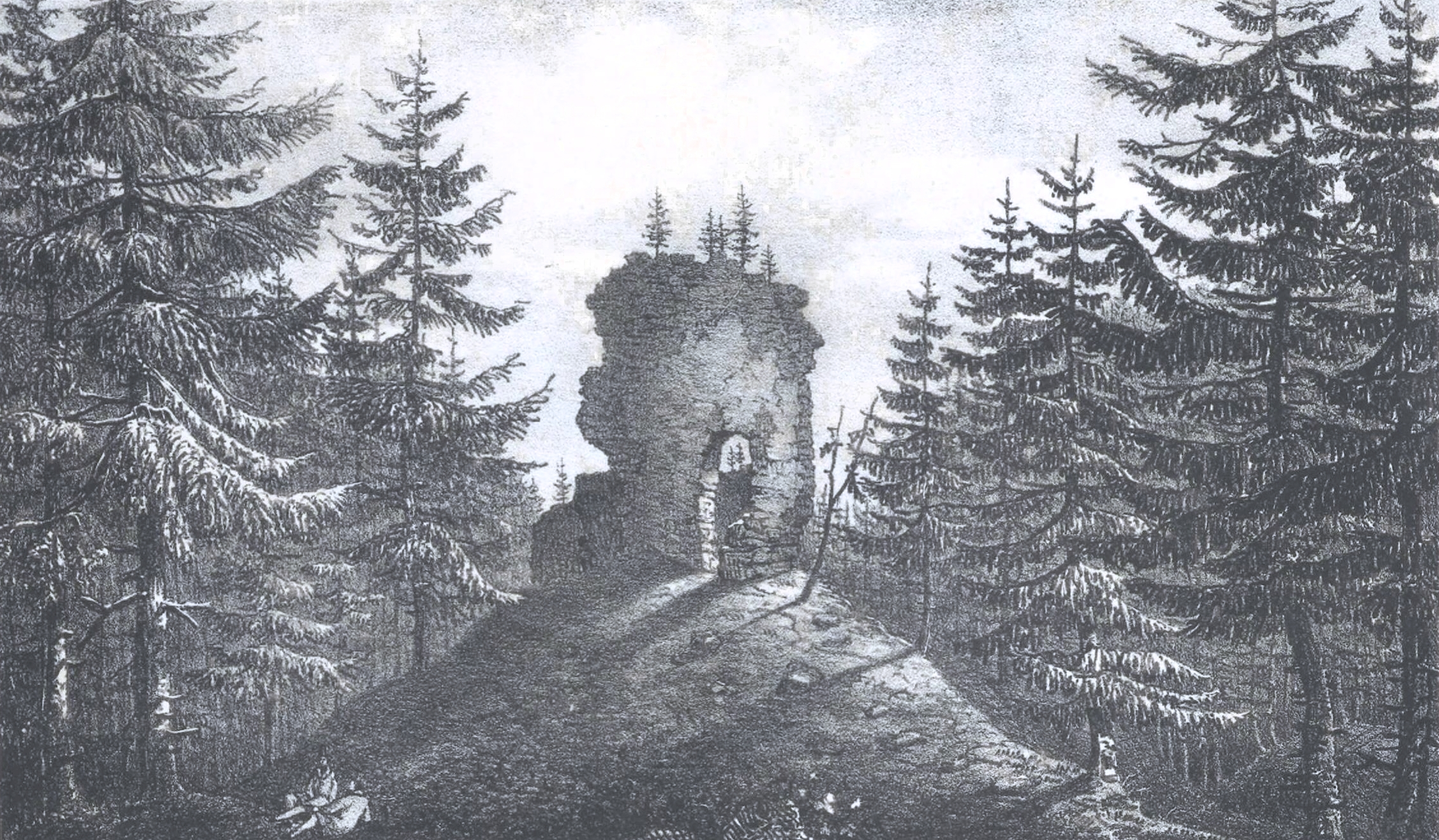
Ruiny zamku na ilustracji M.B. Stęczyńskiego z 1847 r.

W 1474 r. miał miejsce najazd wojsk węgierskich, dowodzonych przez Tomasza Tharczaya, które zdobyły i zniszczyły wiele ważnych okolicznych miast. Budowla, jako jedna z nielicznych, zdołała się obronić przed atakiem, jednak doznała poważnych zniszczeń i miała zostać odbudowana z inicjatywy opata Andrzeja Ozgi, w latach 1477–1487. Przez pewien czas zamek stanowił siedzibę starosty królewskiego (starosty niegrodowego jasielskiego) i najwyższego sądu prawa magdeburskiego (sądu leńskiego), m.in. dla sołtysów Kołaczyc, Krajowic, Brzysk, Kłodawy, Ujazdu, Wróblowej, Lipnicy, Brył, Bączalu, Warzyc, Bierówki, Chrząstówki, Niepli itd. Pełnił także w praktyce funkcję sądu apelacyjnego dla mieszczan z Brzostku, podlegających miejskiemu sądowi ławniczemu.
Golesz funkcjonował jeszcze w początkach XVII w. W 1657 r. został jednak spalony przez wojska siedmiogrodzkie, dowodzone przez Jerzego II Rakoczego. To wydarzenie jest zwykle wiązane z ostatecznym końcem funkcjonowania zamku, jednak nie ma źródeł, które mogłyby to jednoznacznie potwierdzić. Inna teoria mówi, że koniec istnienia zamku należy wiązać z działalnością Szwedów na tych terenach w 1664 r. Golesz i Krajowice stanowiły własność benedyktynów tynieckich aż do czasów zaboru austriackiego i likwidacji opactwa.

### Ruiny
W pierwszej połowie XIX w. budowla była już w kompletnej ruinie. Achilles Johannot, właściciel pobliskich fabryk tkackich, urządził w miejscu dawnego zamku park rekreacyjno-wypoczynkowy. W następujący sposób opisał to miejsce M.B. Stęczyński w 1847 r.:

Za naszych już czasów mieszkał tu Francuz nazwany Jochanotte, który tak polubił to prawdziwie romantyczne miejsce, iż o ile mógł ozdobił je ścieżkami, poręczami brzozowemi, mostkami zawieszonemi ponad przepaściami, zgoła ze starego poczciwego boru jodłowego wyrobił rodzaj parku dosyć ozdobnego, a mianowicie ułatwił dla mieszkańców Jasła tę dla nich w niedziele i święta ulubioną przechadzkę. To też wdzięczna okolica nie zapomniała tego Francuzowi, który już dawno nie żyje, i nazwała to miejsce przez niego upiększone Żanotówką, nakręcając tym sposobem jego francuzkie imię do nazwy polskiej.

Szczątki przyciągały krajoznawców, historyków i historyków sztuki. Liczne wizyty fachowców jak i historyków-amatorów pozostawiły kilka opublikowanych opisów, szkicowe plany (a także wizerunek małego fragmentu budowli). Są one, w świetle obecnej wiedzy, uznawane za błędne i niewiarygodne. Maciej Bogusz Stęczyński jest autorem najstarszego ze świadectw (1847 r.). Kolejne przekazy pozostawili Józef Łepkowski, późniejszy profesor Uniwersytetu Jagiellońskiego (1852 r.), Teofil Żebrawski (1871 r.) i Stanisław Tomkowicz (1899 r.). Jeszcze w XIX w. autor wpisu o Krajowicach w Słowniku geograficznym Królestwa Polskiego opisał jedną z zamkowych wież, która miała być wówczas zachowana w do wysokości 40 stóp. Dopatrzył się on na niej śladów szkliwa, co wg niego świadczyło o pożarze budowli.
Po II wojnie światowej część murów rozebrano w celu uzyskania kamienia pod budowę domów. W 1957 r. w miejscu ruin wykonano niewielki sondaż, przeprowadzony przez Karpacką Ekspedycję Archeologiczną pod przewodnictwem Andrzeja Żakiego. Znaleziono wówczas fragmenty ceramiki pochodzące z XIII–XV w.

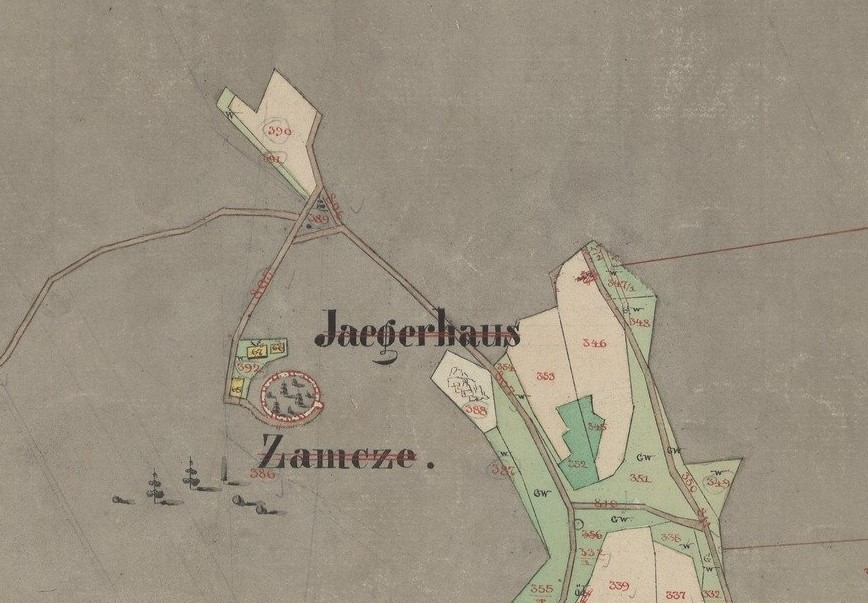
Ruiny zamku na planie wsi Krajowice z 1850 r.

W kwietniu 2009 r. nieznani sprawcy odsłonili partie ruin ukryte wcześniej pod ziemią, poprzez wykonanie wzdłuż murów podłużnych wkopów o głębokości 50–70 cm i długości do kilkunastu metrów. Dewastacja została odkryta przez prof. dr hab. Michała Parczewskiego. Wizytację reliktów zamku przeprowadzili archeolodzy związani z Muzeum Podkarpackim w Krośnie, J. Gancarski i A. Muzyczuk. Fakt nielegalnych wykopów na terenie ruin odnotowali pracownicy Wojewódzkiego Urzędu Ochrony Zabytków podczas inspekcji terenowej, następnie fakt zniszczenia zabytku zgłoszono na policję, a Nadleśnictwo Kołaczyce, właściciel terenu, otrzymało nakaz zabezpieczenia odsłoniętych partii murów i zasypania wkopów. Prokuratura Rejonowa w Jaśle oficjalnie odmówiła wszczęcia dochodzenia w sprawie zniszczenia zabytku w maju 2009 r., argumentując, że wykopy ziemne nie naruszyły w żaden sposób konstrukcji murów, mogły je co najwyżej narazić na niekorzystne działanie warunków atmosferycznych. Do sierpnia 2009 r. na terenie ruin wkopy pojawiły się jeszcze dwukrotnie, a sprawcy pozostali nieuchwytni. Sprawa zamku rozpoczęła dyskusję o ochronie zabytków i stała się przedmiotem korespondencji między instytucjami ochrony zabytków; ujawniła problem braku ich doświadczenia w kontaktach z instytucjami wymiaru sprawiedliwości i służbami mundurowymi. W wydawanym przez Narodowy Instytut Dziedzictwa „Kurierze Konserwatorskim” sytuację tę opisał Marcin Sabaciński.
Dewastacja ruin zamkowych spowodowała rozpoczęcie na ich terenie regularnych badań archeologicznych w 2010 r. Prowadzone one były przez archeologów z Muzeum Okręgowego w Rzeszowie, ze środków Podkarpackiego Wojewódzkiego Konserwatora Zabytków. W ciągu trzech sezonów badawczych rozpoznano teren o łącznej powierzchni 235 m², odsłonięto m.in. część baszty okrągłej, bramy wjazdowej i bastei oraz fragmenty muru kurtynowego. Znaleziono przy tym liczne zabytki ruchome z różnych epok – m.in. fragmenty uzbrojenia oraz gotyckie i renesansowe kafle piecowe. Największa część znalezisk pochodziła z okresu późnego średniowiecza, jednak znajdowano także zabytki z epoki nowożytnej, z okresu wczesnego średniowiecza i z czasów jeszcze wcześniejszych.
W 2015 r. rozpoczęto program konserwatorsko-rekonstrukcyjny bramy, w ramach którego naukowcy uzupełnili ubytki i zabezpieczyli koronę murów oraz zrekonstruowali ściany: frontową oraz tylną, uwidaczniając pas przejazdu przez bramę. Następnie zrekonstruowano basztę północną, jej zarys podniesiono ponad 70 cm ponad poziom gruntu.

### Urzędnicy zamkowi
Na czele grodu, jako urzędnik opacki, zasiadał starosta (capitanei), a zastępował go burgrabia, któremu pomagał pisarz (notarius). Historykom udało się sporządzić listę urzędników zamkowych z XV i XVI w.
Starostowie
- Chebda (1407 r.),
- Mścisław (l. 1420-1425),
- Piotr Kostrzecki (l. 1449-1465),
- Piotr Żarnowiecki (l. 1473-1475),
- Michał Dąbieński (1477 r.),
- Bartłomiej Wiśniowski (1485 r.),
- Piotr Gniady z Zabierzowa (1486 r.),
- Mikołaj Piotrowski (1499 r.),
- Jan Strzemień (1545 r.)

Burgrabiowie
- Mikołaj ze Sławęcina (1407 r.),
- Mikołaj Chrąst (1418 r.),
- Zygmunt (1420 r.),
- Mikołaj Chronowski (1511 r.)
- Jan Strzemień (l. 1527-1545)
- Jakub Baranowski (1546 r.)

Pisarz
- Augustyn z Lincza (z Lencz[33]) (1488 r.)

Ponadto akta miejskie Kołaczyc wspominają jako burgrabiów i starostów zamku Golesza Jana Brzechwę (1600 r.) i Mikołaja Gaszyńskiego (1614 r.). Byli to zamieszkujący na zamku dzierżawcy Krajowic. W 1613 r., w podzięce za służbę w wojsku, Zygmunt III Waza nadał ziemie starostwa Mikołajowi Strusiowi z Komorowa, staroście chmielnickiemu.
D. Zając w swoim artykule sugeruje, że starostą na zamku miał być Zyndram z Maszkowic. Informację tę podano także na oficjalnej stronie Nadleśnictwa Kołaczyce.

#### Skład sądu

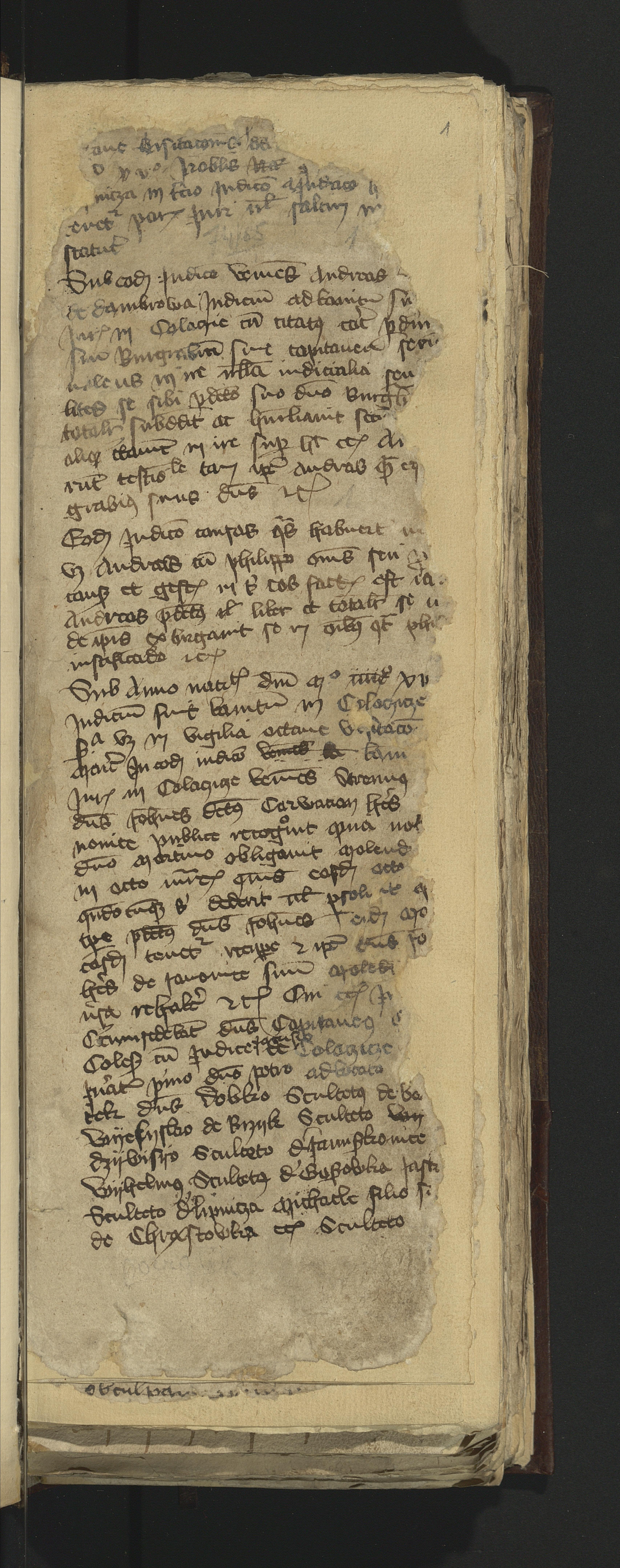
Fragment akt sądu goleskiego z lat 1405–1546

Sąd goleski składał się z landwójta (iudes Iuri supremi) i siedmiu ławników przysięgłych (scabini iurati). I jedni i drudzy mianowani byli przez opata tynieckiego lub jego namiestnika – starostę lub burgrabiego. Z zachowanych akt z lat 1405–1546 wynika, że w tamtym okresie na zamku urzędowało dziesięciu landwójtów:
- Jakub, czyli Jakusz Wolny z Warszyc (1415-1431)
- Jakub Żurowski, sołtys z Żurowy (1446-1456)
- Jakub krawiec, mieszczanin z Kołaczyc (1456-1476)
- Jan Wolny z Krajowic (1477-1478)
- Paweł Wolny z Warszyc (1478-1485)
- Jan Strzemień z Brzysk (1485-1518)
- Jan Miłorad, dziedzic Sławęcina (1519-1522)
- Stanisław Falisłowski, sołtys z Kamienicy (1522-1538)
- Maciej Dąbrowski z Krajowic (1539-1544)
- Wacław Wojakowski, sołtys z Kłodawy (1545-1546)

Landwójt zawsze przewodniczył sądom (w okresie udokumentowanym przez zachowane akta, odstępstwa od tej reguły miały miejsce tylko dwa razy). Urząd ławników przysięgłych sprawowali sołtysi i wójtowie wsi oraz miasteczek należących do opactwa tynieckiego, położonych w okręgu jurysdykcyjnym sądu. Sołtysów było 28, a wójtów dwóch, zatem na każdego wójta kolej zasiadania w ławie przychodziła co cztery lata.

## Architektura
Budowla została wzniesiona na rzucie niesymetrycznego wieloboku, zbliżonego kształtem do trójkąta (choć dawne opracowania przedstawiają zamek jako założenie na planie owalu lub symetrycznego czworoboku). Na szpicu, w północnej części, znajdowała się okrągła baszta, a po przeciwnej stronie położona była brama wjazdowa. W południowo-zachodniej części wzniesiono jeszcze niewielką basteję, a XIX-wieczne źródła mówią o istnieniu drugiej baszty okrągłej w południowo-wschodnim narożniku, która prawdopodobnie osunęła się w przepaść. Na północ od zamku znajdowała się pojedyncza, okrągła, wolnostojąca wieża. Całość założenia otaczał zachowany do dziś wał ziemny, sięgający 3 m wysokości.
Materiałem budowlanym, z którego wzniesione zostały zachowane fragmenty budowli, są bloki piaskowca dużych rozmiarów (miejscami także kamień). W zależności od konkretnego odcinka, mury różnią się od siebie fakturą i zaprawą, na której zostały ułożone kamienie (jest ona gliniana, wapienna lub wapienno-piaskowa).
Baszta okrągła ma regularny, kolisty obrys. Średnica zewnętrzna wynosi 6 m, a wewnętrzna – 2 m. Górna część wzniesiona została z dużych i regularnych kamieni na zaprawie wapienno-piaskowej. W niższych partiach materiałem budowlanym były duże bloki kamienia łamanego, a w partii przydennej użyto już kamieni bardzo drobnych. Materiał archeologiczny pozyskany z wkopów fundamentowych w trakcje badań archeologicznych pozwolił naukowcom określenie w przybliżeniu czasu powstania baszty – miało to miejsce prawdopodobnie na przełomie XV i XVI w. Na podstawie obecnej wiedzy nie udało się jednoznacznie powiązać tego wydarzenia z żadnym innym udokumentowanym w źródłach historycznych wydarzeniem z historii zamku (kataklizmem, rozbudową zamku itp.). Budowę baszty można próbować wiązać z odbudową po najeździe Węgrów z 1474 r., zakładając, że nie ograniczyła się tylko do czasów opata Ozgi (1477-1487).
W XIX-wiecznych źródłach wspomniana została druga baszta okrągła, która miała znajdować się w południowo-wschodnim narożniku. Podczas badań archeologicznych z lat 2010–2012 poszukiwano przy południowo-wschodnim narożniku bramy śladów muru kurtynowego, który miałby do niej doprowadzać. Muru nie udało się odnaleźć, co pozwala naukowcom przypuszczać, że mur i baszta osunęły się w przepaść.
Podczas badań archeologicznych z lat 2010–2012 odsłonięto siedem odcinków muru kurtynowego. Mogły one powstać najwcześniej na przełomie XV i XVI w. (ich wzniesienie naukowcy łączą z odbudową zamku po najeździe Węgrów z 1474 r.), a niektóre odcinki muru południowego nawet później, około połowy XVI w., na co wskazują znaleziony we wkopie fundamentowym kafel z herbem Drzewica, podobny do renesansowych kafli pozyskanych z warstwy niwelacyjnej, oraz fragment miski polewanej brązem. Kurtyny zamkowe mają szerokość ok. 1,5–2 m, zostały wzniesione z łamanych brył piaskowca (miejscami także kamieni), na zaprawie wapienno-piaskowej lub wapiennej. W południowo-zachodnim narożniku znajduje się występ muru, prawdopodobnie mała basteja. Fragment ten został wzniesiony z dość dużych kamieni na zaprawie wapiennej. Szerokość muru wynosi w tym miejscu ok. 1,8 m.
Brama wjazdowa została wzniesiona na rzucie prostokąta o wymiarach 12 × 10 m (szerokość przejazdu ok. 2,5 m), z dość dużych, regularnych czworobocznych bloków kamienia (w przeciwieństwie do kanciastych kamieni kurtyny). W jej wschodniej części znajdowały się dwa boczne pomieszczenia, które odsłonięto podczas sondaży z 2016 r. Wspominały o nich już wcześniej źródła archiwalne, były przeznaczone dla wartowników. Okres jej budowy to w przybliżeniu XVI w. – ze względu na nieliczny materiał znaleziony we wkopie fundamentowym podczas badań, naukowcom trudno było dokładnie określić czas jej powstania. Z powierzchni widoczna jest tylko wschodnia ściana, która dodatkowo pokryta jest częściowo ziemią i porośnięta drobną roślinnością. W jej strukturę wrosło także drzewo.
W północnej części dziedzińca, przed basztą, odkryto pozostałości jednego ze spalonych pomieszczeń domu zamkowego, na rzucie regularnego prostopadłościanu o przybliżonych wymiarach 8,5 × 4,5 m – ślady polepy i czarnej spalenizny. Obiekt nie jest ograniczony murem, a mimo tego nie znaleziono śladów rozprzestrzeniania się ognia na przylegające warstwy (np. przypalenie ziemi); przy jednym z boków zachowały się ślady sugerujące obecność cienkiej ściany drewnianej, jednak nie mogła ona stanowić zapory dla ognia, a ponadto zostałyby po niej węgle i czarna spalenizna, której w tym miejscu podczas badań nie odnaleziono.
Na rumoszu pomieszczenia zamkowego postawiono narożnik bliżej nieokreślonego budynku, który przylegał prawdopodobnie do muru kurtynowego. Był to zapewne drewniany dom. Mur ma szerokość 0,7 m, powstał z ułożonych w trzech warstwach kamieni, uzupełnianymi drobnymi kamyczkami. Budynek ten został zapewne wzniesiony dość późno.
Podczas badań archeologicznych nie znaleziono śladów na to, by dziedziniec był brukowany lub utwardzany.
Wolnostojąca, okrągła wieża znajdująca się na niewielkim wzniesieniu, na północ od zamku, jest prawdopodobnie najstarszą murowaną częścią kompleksu zamkowego. Jej budowę naukowcy wiążą z przekazem o wzniesieniu murowanego zamku przez Jakuba Bogorię po 1320 r. Średnica obiektu wynosi 10,5 m, a grubość jego murów – 4 m. Budowla funkcjonowała najdłużej do końca XV w.

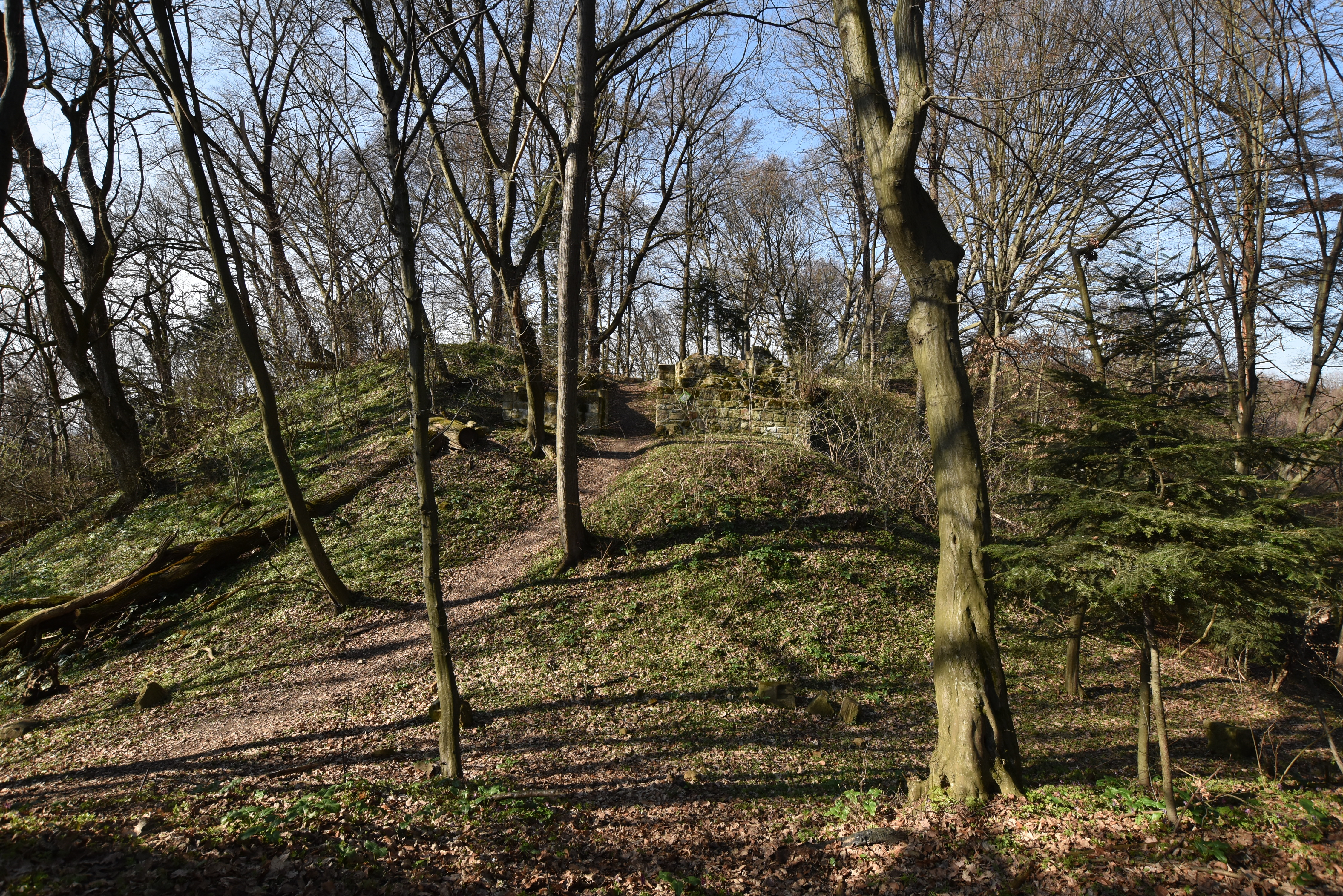
Widok ogólny
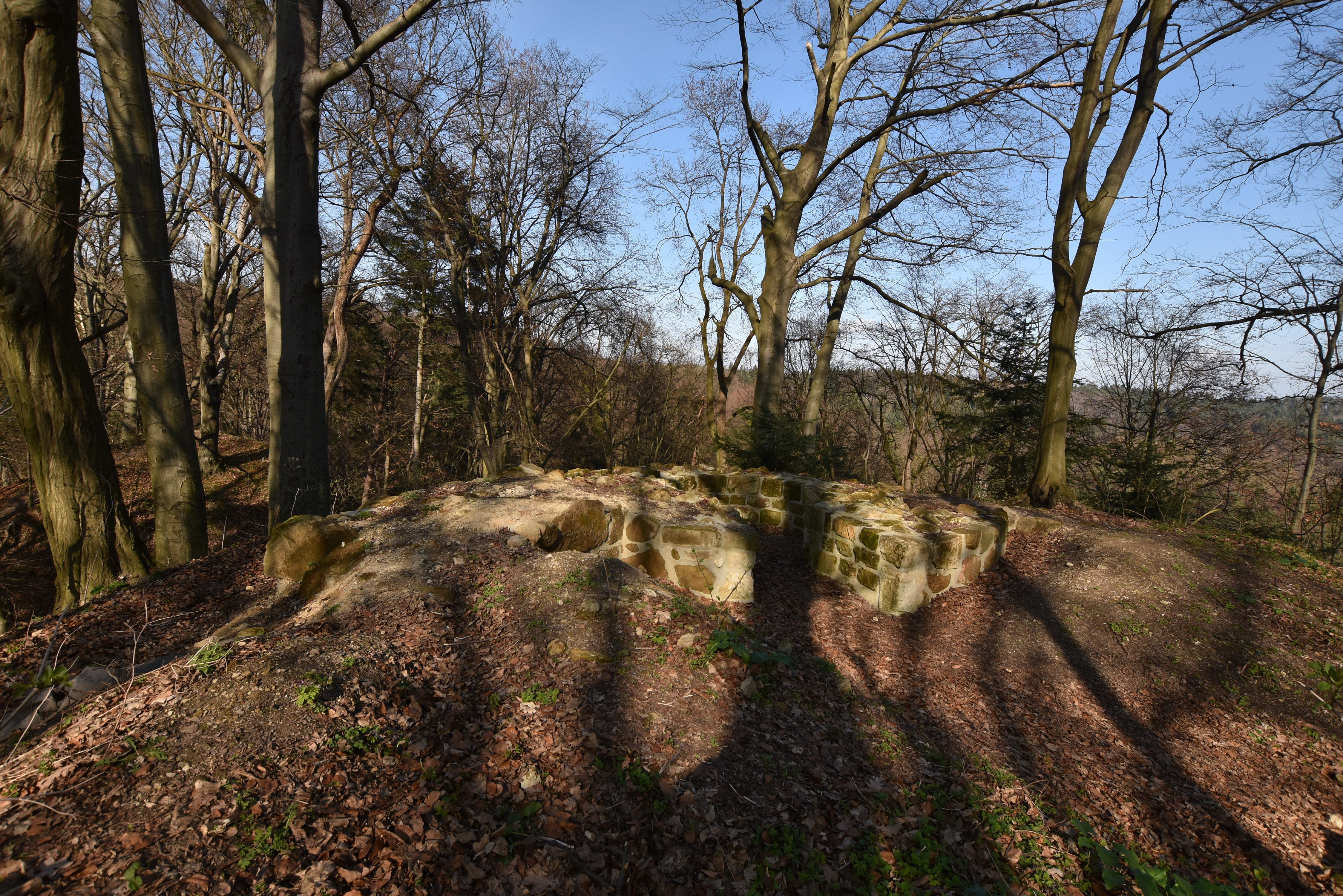
Pozostałości baszty okrągłej
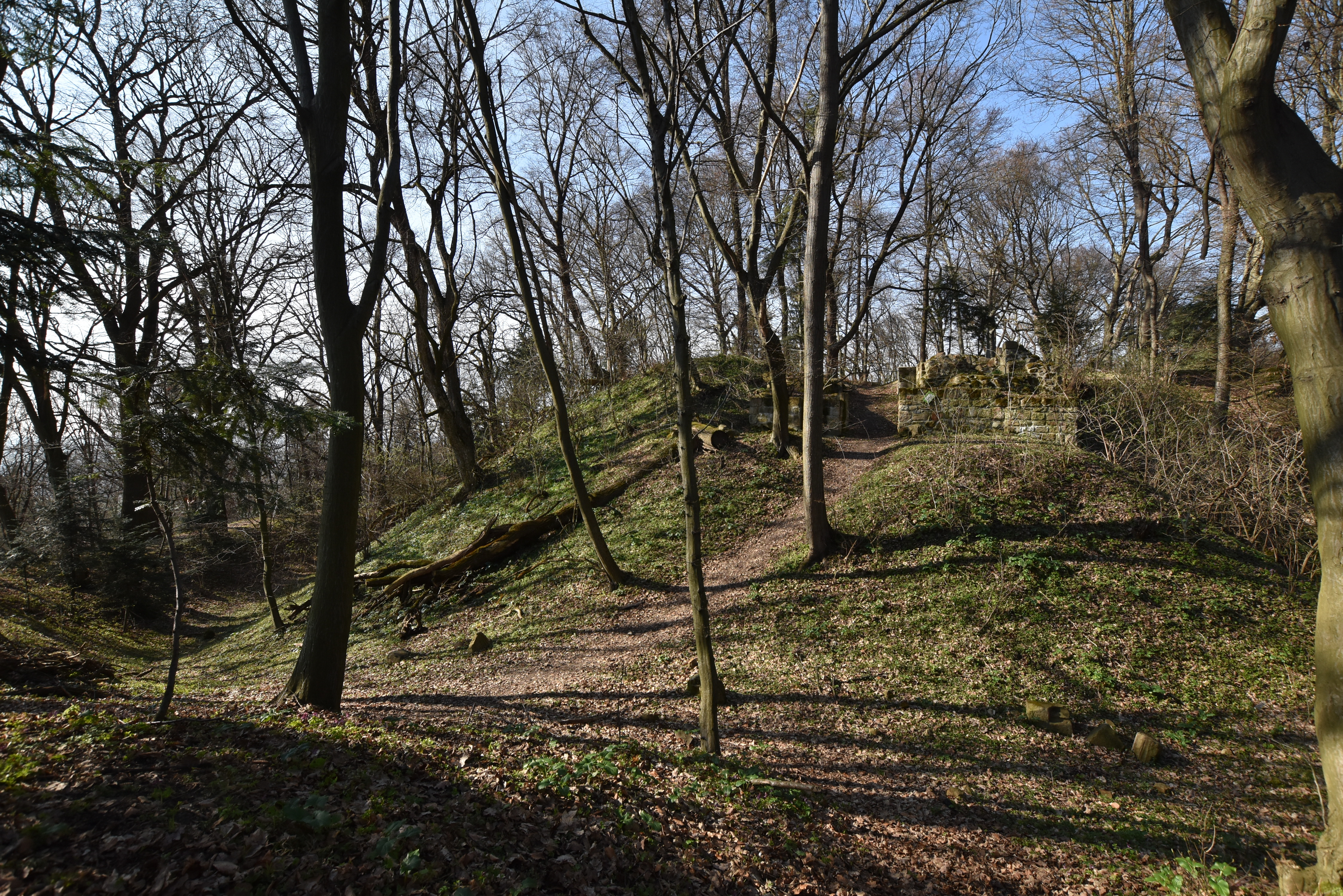
Otoczenie

## Legendy
Z zamkiem Golesz wiąże się kilka legend. Jedna z nich opowiada o skarbach ukrytych w podziemiach, inna mówi o duchu rycerza Bogorii, dawnego właściciela zamku, który wędruje po ruinach. Kolejna opowiada o karczmie, w której gościem miał być król Jan Kazimierz Waza.
Istnieje także legenda opowiadająca o rycerzu-pustelniku Ściborze, który mieszkał na stoku góry zamkowej, w niewielkiej lepiance, za czasów Władysława Łokietka. Miał on otrzymać moc uzdrawiania chorych i czynienia cudów, a gdy zamek zaatakowali Tatarzy, pustelnik użył mocy i wyczarował rycerzy, którzy pokonali nieprzyjacielskie siły. Następnie Ścibor wzniósł zamek i poślubił córkę właściciela zamku Kamieniec. Spodobała mu się jednak inna kobieta, którą sprowadził na zamek siłą. Zamierzał wziąć ją za żonę, jednak ta popełniła samobójstwo poprzez skok z okna. Z rozpaczy i żalu zmarła także pierwsza żona Ścibora. Rycerza spotkała kara – został porwany przez ognistego ducha.
Opowiadanie o Ściborze, zatytułowane „Zamczysko”, pojawiło się w czasopiśmie „Lwowianin” z 1841 r.